# 不思議体験ファイル 信じてください!!
『不思議体験ファイル 信じてください!!』（ふしぎたいけんファイル しんじてください）とは、日本の カンテレ（フジテレビ系）で不定期に放送しているバラエティ番組である。

## 出演者
- 加藤浩次
- アンタッチャブル（柴田英嗣・山崎弘也）

## 放送リスト
| 放送回数 | 放送日         | 曜日   | 時間          | ゲスト                                                             | 備考                     |
| -------- | -------------- | ------ | ------------- | ------------------------------------------------------------------ | ------------------------ |
| 1        | 2021年9月24日  | 金曜日 | 19:00 - 20:00 | 本田望結、本田紗来、若槻千夏、Matt                                 | この回のみ関西ローカル。 |
| 2        | 2022年3月29日  | 火曜日 | 21:00 - 22:48 | 東尾理子、朝日奈央、藤原丈一郎（なにわ男子）、ちゅうえい（流れ星） | 全国ネット。             |
| 3        | 2022年12月27日 | 火曜日 | 21:00 - 22:48 | 北乃きい、若槻千夏、大橋和也・大西流星（なにわ男子）               | 全国ネット。             |
| 4        | 2023年9月26日  | 火曜日 | 21:00 - 22:48 | 大久保佳代子、森本慎太郎（SixTONES）、八木莉可子\|                 | 全国ネット。             |
| 5        | 2024年6月25日  | 火曜日 | 21:00 - 22:48 | 神田愛花、日向坂46（佐々木久美、河田陽菜）、向井康二（Snow Man）   | 全国ネット。             |
| 6        | 2025年6月24日  | 火曜日 | 22:00 - 23:24 | 神田愛花、志田未来、バカリズム、松倉海斗（Travis Japan）           | 全国ネット。             |

## スタッフ
- ナレーター：中尾隆聖、緒方恵美（緒方→第2回-）
- 企画・構成：大平将貴（第2回-、第1回は構成）
- 構成：石井成和、平和紘（平→第2回-）
- TD/SW：大嶋徹（第3回-、第1,2回はTD）
- カメラ：西口雄太（第6回）
- VE：浅野喬（第3回-）
- AUD：山本彩可（第6回）
- 照明：奈良芳男（第6回）
- 美術プロデューサー：椛田学
- デザイン：今長和宏（第3回-、第1,2回は美術デザイナー）
- 大道具操作：宮路博貴（第6回、第1-4回は大道具）
- アクリル装飾：池澤明徳（第1,2,6回）
- メイク：山田かつら
- タイトル：大和安芸子
- CG：多田圭（フジテレビ、第4,6回）
- EED：渕真悟（第4回-）
- MA：塩釜亮平（第6回）
- 音響効果：杉本栄輔（第3回-）
- 技術協力：共テレ（第3回-、第1,2回は共同テレビジョン名義）

[再現]
- CAM：上坂篤志（第4回-）
- 照明：法月大樹（第6回）
- VE：國本航平（第6回、第5回はCA）
- CA：矢嶌美羽（第6回）
- 協力：NEXTEP、Breathe Arts、81プロデュース、麗タレントプロモーション、古賀プロダクション、OFFICE 101、PIXTA、グレートインターナショナル（NEX・Brea・麗→第3回-、NEX→第1,2回は制作協力、81→第2回-、古賀・OFFICE・PIX→第6回、PIX→第1,2回は写真協力、グレート→第5回-、第1回はイラスト）
- 編成：塚越弓平（カンテレ、第4回-）
- 広報：道源舞（カンテレ、第6回）
- 制作スタッフ：西口はづき、須釜優斗、簾田尚平（共に第6回）
- ディレクター：角田雅俊（バンエイト、第3,5回-）、北島清次、濱口賢治（共に第6回）、桐山育恵（バンエイト、第5回-、第3,4回はAP）
- AP：小野智香（第3,6回）、三戸部瞳（バンエイト、第5回-）、御舩慧（NEXTEP、第1,4回-、第2回はプロデューサー）、小島未帆（NEXTEP、第6回、第1回はAD）
- プロデューサー：長野聡（カンテレ、第6回）、京田宣良（バンエイト、第6回、第2回はディレクター、第3,5回は演出、第4回は演出・プロデューサー）、須藤景子（NEXTEP、第3回は恵子名義）
- 総合演出：横田幸介（カンテレ、第6回）
- 制作協力：バンエイト（第3回-、第2回は協力）
- 制作：関西テレビクリエイティブ本部制作局 東京制作部
- 制作著作：カンテレ

### 過去のスタッフ
- ナレーター：楠木ともり（第5回）
- 構成：植田将崇（第1回）、渡邉勇穂（第3回）
- カメラ：堀田香菜美（第1-5回）
- VE：小野寺毅（第1,2回）
- 音声：村脇昭一（第1-4回）
- AUD：千葉美希（第5回）
- LD：萩原修（第1-5回）
- アートコーディネーター：日下創太（第3回）、鳥山かのこ（第5回）
- 大道具操作：野口修平（第1,2回）、新屋貴之（第3-5回）
- アクリル装飾：松浦由佳（第3回）、村田誠司（第4回）、二瓶実咲（第5回）
- CG：テレサイト（第2,3回）
- イラスト：柳生忠平（第2回）
- 編集：萩原誠（第1,2回）
- EED：長嶋悠（第3回）
- MA：寺田朋美（第2回、第1回は寺澤名義）、杉山勉（第3回）高良玄（第4,5回）
- 音響効果：富岡隆晃、古賀香澄（共に第1,2回）
- 技術協力：サット、IO-BASE、カム・コム（共に第1回）、東京オフラインセンター、メディアリース、MJ（共に第1,2回）、ミックビジョン エムスタ、Eno STUDIO（共に第3回）、IMAGICA（第3-5回）

[再現]
- 照明：石川尚正（第4,5回）
- 音声：千葉康弘（第4,5回）
- CA：髙木百合絵（第4,5回）
- リサーチ：金山亜希子、志田顕悟（志田→第2,3回）（スコープ）
- 海外リサーチ：山崎絵里、Duo Creative Communications（共に第2,4回）
- 協力：フジアール、SPOT（共に第1,2回）、BRAISE、金子健太郎（共に第2回）、スタッフラビ、JOYSOUND、愛媛新聞社（共に第3回）、アッシュ・ビー（第3-5回）、神戸市漁協底曳会、アートワークスラパン、葛西海浜公園、Studio Go Wild、咲くらるーむ、ひもの塾伊勢内宮前本店、JRバス中国、川本町観光協会、川本町（神戸市以降→第4回）、ソニー・ミュージックアーティスツ、SKALY、山本商事、ドリーム・ジーピー（ソニー以降→第5回）
- 写真協力：猛禽類保護センター（第1回）、Shutter stock（第1,2回）、i stock（i→第2回）
- 映像提供：フジテレビ（第2回）
- 編成：古橋由依子・東野和全（共にカンテレ、第1回）、細川陽子（カンテレ、第2,3回）
- 宣伝：松川さやか（カンテレ、第1,2回）、中林佳苗（カンテレ、第5回）
- 広報：寺前真子（カンテレ、第3,4回）
- 統括：山口浩史（カンテレ、第1,2回）
- AD：桐山章世（第2回）、雄山絵実子、田口佳乃（共に第3,4回）、三上萌々葉（第4回）
- 制作スタッフ：原田美智瑠、山下颯太、石山希理子（共に第3回）、桑田紗希（第4,5回）、堀内沙耶、黒田凌灯、田中拓生、田中慎之助（共に第5回）
- AP：柴﨑香苗（NEXTEP、第5回）
- ディレクター：吉行俊介（NEXTEP）、福田真奈（フジテレビ）（共に第1回）、豊田綾子（VIEW MORE、第1,2回）、神垣光（NEXTEP、第1-4回）、長島砂織（第2回）、一丸大輔（第2-5回）、松尾宗之（Orange.、第2,3,5回）、荒井勇輔（スタッフラビ、第3回）、房川立樹（バンエイト、第4回）
- プロデューサー：友岡伸介・松田智（カンテレ、松田→第1,2回、友岡→第2回）、原島雅之（スタッフラビ、第3回）、吉川和仁（バンエイト、第3-5回）、森利由貴（バンエイト、第5回）
- チーフプロデューサー：居川大輔（カンテレ、第3-5回）
- 総合演出：脇山健人（カンテレ、第1,3-5回、第2回は演出）